# Al-Arba’in (Syria)
Al-Arba’in (arab. الأربعين) – miejscowość w Syrii, w muhafazie Hama. W 2004 roku liczyła 1400 mieszkańców.